# Летний дождь (фильм, 2006)
«Летний дождь» (исп. El camino de los ingleses — «Английская дорога») — испанский фильм 2006 года, режиссёром которого выступил Антонио Бандерас. Фильм снят по роману испанского писателя Антонио Солера «Английская дорога» и повествует о важном этапе взросления четырёх друзей, жизнь которых кардинально изменилась за одно лето.

## Сюжет
Действие фильма переносит зрителя в родной город его режиссёра и сценариста, Малагу в 1978 году. Главный герой, юный Мигелито Давила, недавно перенёс операцию на почке. На больничной койке он прочитал «Божественную комедию» Данте и мечтает бросить свою работу в скобяной лавке и стать поэтом. А пока Мигелито наслаждается летней погодой в обществе своих друзей детства Бабирусы, Пако и Моратальи и у открытого бассейна знакомится с девушкой по имени Лули, мечтающей стать профессиональной танцовщицей. Для Мигелито Лули становится музой, как Беатриче для Данте. Пако увлекается подружкой Лулы, и парочки проводят всё время вместе.
Мигелито знакомится с преподавательницей машинописи, взрослой женщиной, которую за её высокую прическу все зовут «Карфагенским Шлемом». Она проявляет интерес к его поэтическому таланту, и через некоторое время у них завязывается роман. В это же время за Лули начинает ухаживать более взрослый и богатый Кардона, обещающий Лули оплатить её уроки хореографии.

## В ролях
- Альберто Амарилья — Мигелито Давила
- Мария Руис — Лули
- Феликс Гомес — Пако Фронтон
- Рауль Аревало — Бабируса
- Фран Переа — Гарганта
- Марта Ньето — подружка Лулы
- Марио Касас — Мораталья
- Антонио Гарридо — Кардона
- Виктория Абриль — Карфагенский Шлем